# Emilia (Film)
Emilia ist eine 2005 entstandene moderne Verfilmung des Theaterklassikers Emilia Galotti von Gotthold Ephraim Lessing. Regisseur und Drehbuchautor ist Henrik Pfeifer. „Emilia“ erzählt von Menschen im heutigen Berlin, die aber in der Originalsprache Lessings sprechen.

## Handlung
Hettore ist ein viel umjubelter Schauspieler am Theater, wo er den Prinzen von Guastalla in Lessings Emilia Galotti spielt. Frauenherzen liegen ihm zu Füßen. Nebenbei ist er auch Besitzer eines renommierten Nachtclubs. Eines Abends nach der Vorstellung entdeckt er die junge und hübsche Emilia in seinem Club und ist sofort von ihr hingerissen. Unbewusst gerät er nun im wahren Leben in die Rolle des Prinzen und hat nur noch einen Gedanken: Er will Emilias Herz erobern. Als er erfährt, dass Emilia den Anwalt Appiani heiraten möchte, ist er am Boden zerstört. Hettores skrupelloser Manager Marinelli fürchtet, dass sich der Liebeskummer seines Stars negativ auf dessen Erfolg auswirken könnte. Darum heckt er einen teuflischen Plan aus, um Emilia ihrem zukünftigen Bräutigam Appiani auszuspannen. Er lässt die Hochzeitslimousine der beiden überfallen, Emilia entführen und Appiani ermorden. Emilia entwickelt Gefühle für ihren vermeintlichen Retter Hettore. Auf dem Gebiet der Verführung bestens erprobt, gelingt es Hettore, Emilia zu verführen. Orsina, die gekränkte Ex-Geliebte Hettores, durchschaut das Spiel. Sie verrät Hettore an Emilias Vater und hofft so auf Rache. Emilia, die sehr um ihren toten Verlobten Appiani trauert, ist völlig durcheinander. Einerseits liebt sie Hettore, andererseits spürt sie, dass eine Liebe, die sich auf den Tod eines anderen gründet, keinen Bestand hat. Sie denkt an Selbstmord.

## Hintergrund
Der Film Emilia ist eine Adaption des Dramas Emilia Galotti von Lessing. Wie beim Original besteht ein großer gesellschaftlicher Unterschied zwischen den beiden Protagonisten Hettore und Emilia. In Lessings Klassiker ist es ein Prinz, der sich in das Mädchen Emilia verliebt – im Film ist es der Theaterstar, der sich in eine kleine Pizzabäckerin verliebt. So ist es vor allem das Ende des Films, der in eine andere Richtung weist. Emilia tötet sich (wenn überhaupt) selbst und lässt nicht den Vater die Tat verüben. Die Deutung, dass Emilia ihren Selbstmord vortäuscht, ist möglich, es kann aber auch sein, dass es Hettore im entscheidenden Moment gelingt den Selbstmord zu verhindern. Dass Hettore und Emilia am Schluss, nach der Ausblendung ins Weiß (Ende), wieder auftauchen, könnte ein Nachschub sein im Sinne von „so glücklich könnte es auch weitergehen“. Das Ende des Films wurde von den Machern bewusst so gestaltet, dass es unterschiedlich gedeutet werden kann. Während der Produzent näher am Original bleiben wollte, war es ein Ansinnen des Regisseurs, die Möglichkeit der Vortäuschung offenzulassen.
Durch die Verwendung der Originalsprache Lessings entsteht eine gleichzeitig realistische und entrückte Stimmung, die durch die Bildnachbearbeitung und Farbgebung weiter verstärkt wird. 
Lessings Sprache zu erhalten und jungen Menschen Lessings Sprache näher zu bringen ist laut Produzent Pascal Ulli eines der Hauptziele des Films Emilia.

## Entstehung
Regisseur Henrik Pfeifer sah eine Hamlet-Verfilmung mit Ethan Hawke als Hamlet und war tief beeindruckt. Er fand es großartig, wie es dieser Film schaffte, eine alte Kunstsprache in die Gegenwart zu holen. Der Film transportiert die Figuren in die Gegenwart und verschafft dadurch einen neuen Zugang zu einem Klassiker. Also fragte sich Pfeifer, weshalb es keine einzige deutsche moderne Klassikerverfilmung gibt. Schon zu Schulzeiten hatte die Figur der Emilia starken Eindruck auf Pfeifer ausgeübt. Der Drang nach Freiheit und Unabhängigkeit sei heute nicht weniger bedeutsam als zu Lessings Zeiten und auch Klassenunterschiede sind immer noch vorhanden. 
Nach Pfeifers Meinung geht es in Lessings Drama wie auch im Film Emilia um deren Kampf nach Freiheit und Unabhängigkeit. Emilia wird zum Spielball zwischen den Interessen aller Beteiligten. Durch das Liebesgeständnis Hettores kommt sie ins Schwanken. Zum ersten Mal fragt sie sich, was sie eigentlich will. In dem Song „Natürlich kann ich fliegen“ der Band Anjaka (Sängerin Anja Krabbe) geht es darum, sich aus alten Ketten zu befreien und seinen Weg zu finden. Da es genau darum auch im Film Emilia geht, wählte Pfeifer diese Musik für seinen Film. 
Die TV-Premiere von Emilia war am 21. November 2005, die Kinopremiere auf den Filmtagen in Solothurn (Schweiz) am 20. Januar 2006.

## Kritiken
- Ein ungewöhnlicher Theaterfilm, der Bühnensprache und die Formensprache des Kinos in eine spannungsreiche Beziehung setzt – ZDFtheaterkanal
- Überzeugt durch ungewöhnliche Bildsprache – Berliner Zeitung
- Donnernder Applaus für einen Mix aus Kammerspiel, Thriller und fetzigem Musikvideo – TV Today
- Das Ensemble überzeugt – TV Spielfilm
- Wunderbare Schauspieler – Hörzu
- Ambitioniertes Experiment – TV Movie